# Substitució pupil·lar
La substitució pupil·lar pot ser definida com la que poden ordenar els pares i qualsevol ascendent, nomenant substitut als seus descendents menors de catorze anys pel cas de morí abans d'aquesta edat.
Queda regulat en el Codi Civil de Catalunya articles 425-5 i següents.